# إيرول فرايدبيرغ
إيرول فرايدبيرغ (بالإنجليزية: Errol Friedberg) هو عالم أحياء أمريكي، ولد في 2 أكتوبر 1937.